# Айтана Санчес-Хіхон
Айтана Санчес-Хіхон де Анхеліс (ісп. Aitana Sánchez-Gijón de Angelis; 5 листопада 1968, Рим) — італо-іспанська акторка театру, кіно та телебачення.

## Біографія
Айтана Санчес-Хіхон народилась 5 листопада 1968 року в Римі. Мати у неї італійка, а батько іспанець. 
Першу роль у кіно виконала в іспанському фільмі «Останній романс» (1986 р.). В 1998—2000 рр. була президенткою Академії кінематографічного мистецтва та наук Іспанії (ісп. Academia de las Artes y las Ciencias Cinematográficas de España). У 1999 році зіграла у французько-іспанському фільмі режисера Бігаса Луни «Оголена Маха» (Volaverunt) у ролі герцогині Альби, за яку отримала нагороду «Срібна мушля найкращій акторці» на Кінофестивалі в Сан-Себастьяні. У 2000 році входила до журі 53-го Каннського фестивалю.
У вересні 2002 року одружилася з аргентинським скульптором та художником Папіном Луккадане (ісп. Papin Luccadane). Має двох дітей.

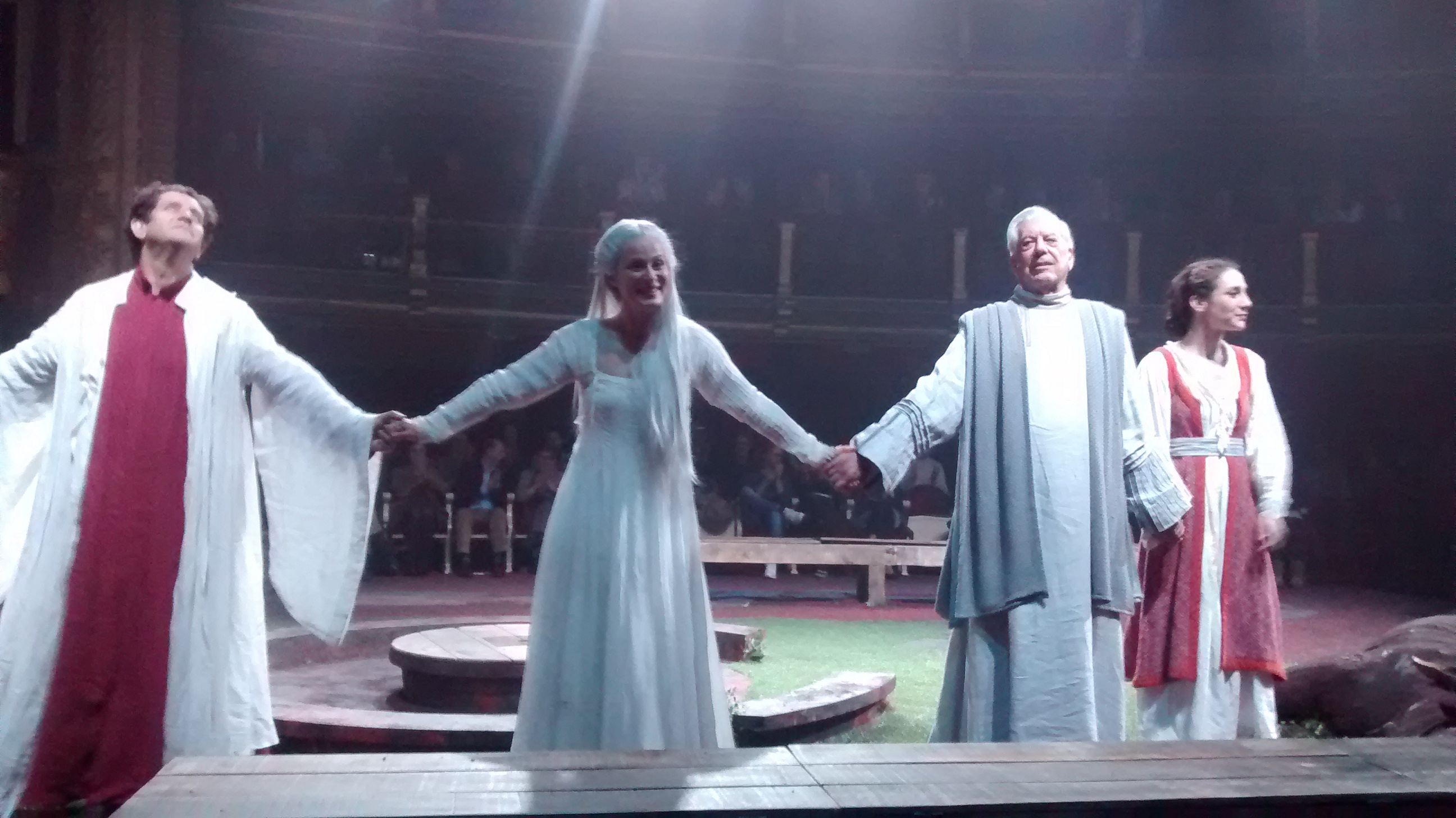
Айтана Санчес-Хіхон та Маріо Варгас Льйоса під час вистави "Чумні розповіді". Іспанський театр (Мадрид), 2015 рік

## Нагороди
- Премія Франсиско Рабаля на Тижні іспанського кіно в Мурсії (1989) за роль у фільмі Вітер гніву.
- Премія АСЕ (Нью-Йорк, 1998) за найкращу жіночу роль у фільмі Лицем до лиця.
- Кінопремія Барселони за найкращу жіночу роль (2005) у фільмі Машиніст.
- Ряд театральних та телевізійних премій.